# Placosaris apoalis
Placosaris apoalis là một loài bướm đêm trong họ Crambidae.